# Emil Andersson (friidrottare)
Emil Andersson var en svensk idrottsman (kortdistanslöpare). Han tävlade för Örgryte IS.
Vid SM 1903 vann Andersson guld på 100 meter (tid 12,0 sekunder). Han var även med i klubblaget som vann stafetten 4 x 100 meter åren 1903 och 1904. År 1904 tog han silver på 110 meter häck.